# Świekatowo

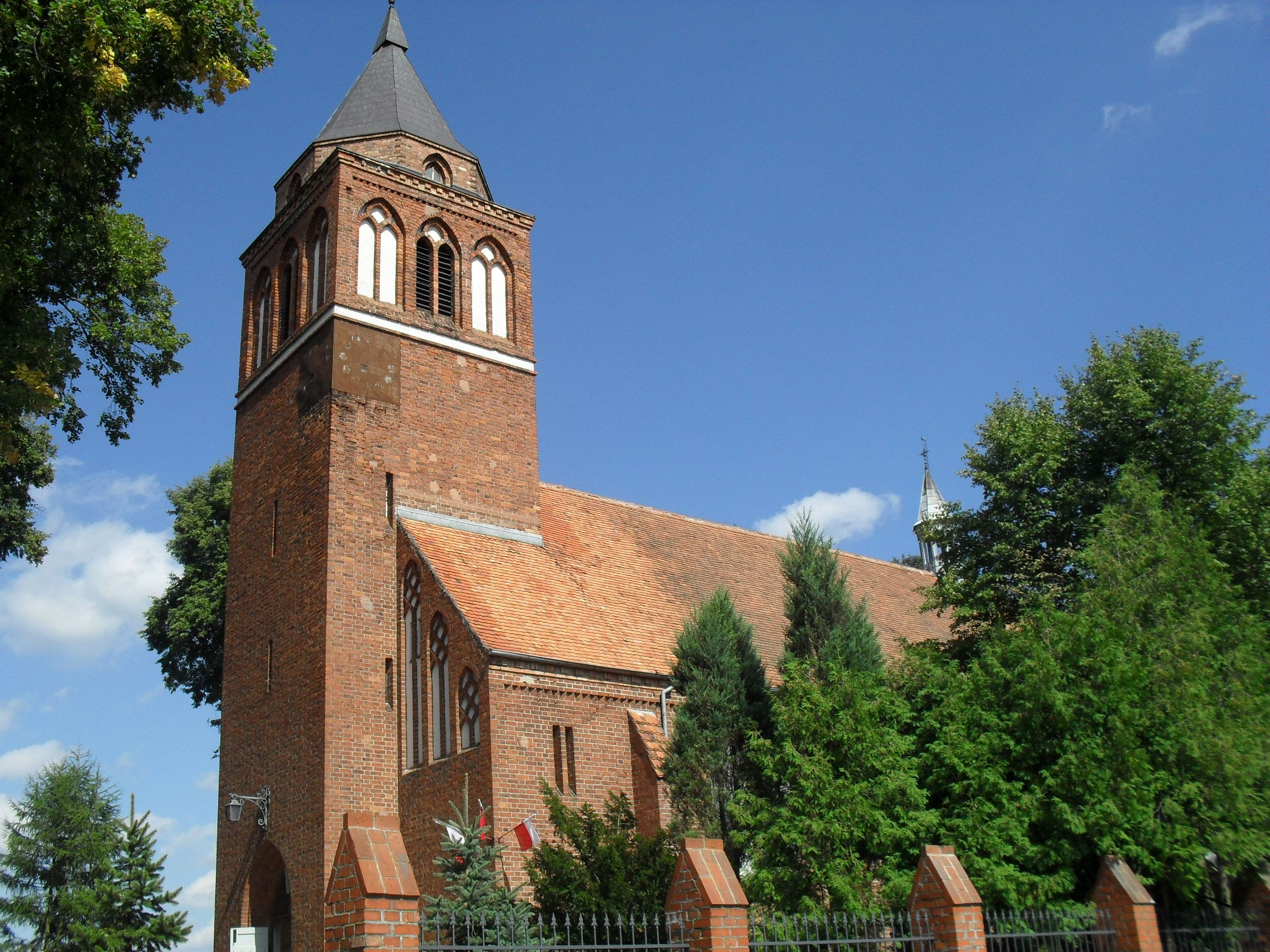
Iglesia de San Martín

Świekatowo es una localidad polaca del voivodato de Cuyavia y Pomerania. Es la capital del distrito administrativo (Gmina) homónimo. Está ubicada a 23 km al oeste de Świecie y a 35 km al norte de Bydgoszcz.
Su población ronda los 1.700 habitantes.

## Historia
La zona fue escenario de la invasión alemana de Polonia. La ciudad fue ocupada el 3 de septiembre con el resultado de veintiséis ciudadanos fallecidos. Las víctimas de la masacre fueron forzados a salir por las tropas nazis, los cuales les dispararon a posteriori.